# Londoner Zahlungsplan
Der Londoner Zahlungsplan vom 30. April 1921 war Teil der alliierten Bemühungen zur Festlegung der deutschen Reparationsschuld nach dem Ersten Weltkrieg. Die alliierte Reparationskommission legte eine Kapitalsumme  von 132 Milliarden Goldmark fest, die Deutschland zu tilgen und zu verzinsen hatte. Jährlich sollte es zwei Milliarden Goldmark und zuzüglich 26 % des Wertes aller seiner Ausfuhren (ca. eine Milliarde Goldmark) bezahlen.
Die Summe wurde aufgeteilt in A-Bonds in Höhe von 12 und in B-Bonds in Höhe von 38 Milliarden Goldmark, die zu je 6 % verzinst werden sollten. Hinzu kamen die C-Bonds in Höhe von 82 Milliarden Goldmark, die die Reparationskommission erst ausgeben sollte, wenn sie zu dem Ergebnis gekommen wäre, dass das Deutsche Reich den Schuldendienst an ihnen auch wirklich leisten konnte – also vielleicht nie. Die Bedeutung dieser C-Bonds fällt in der historischen Forschung unterschiedlich aus. Die amerikanische Historikerin Sally Marks betont, dass man von der offiziellen Höhe der deutschen Reparationsschuld die kaum je einzutreibenden C-Bonds abziehen müsse, sodass eine Summe von 50 Milliarden Goldmark übrig bleibe, die durchaus realistisch gewesen sei. Der Londoner Zahlungsplan stelle somit einen diplomatischen Sieg für das Deutsche Reich dar. Auch der amerikanische Finanzhistoriker Stephen A. Schuker meint, dass die C-Bonds ohne jeden praktischen Wert gewesen seien, und zitiert dazu den belgischen Minister Premierminister Georges Theunis, der meinte, man könne sie auch in einer unabgeschlossenen Schublade aufbewahren, denn „kein Dieb würde sich versucht fühlen, sie zu stehlen“. Der deutsche Historiker Peter Krüger dagegen sieht in den C-Bonds einen „weiteren belastenden Faktor“  für die deutsche Reparationspolitik: Sie konnten zeitlich unbefristet als Druckmittel gegen das Deutsche Reich verwendet werden, Frankreich konnte sie zudem als Pfand im Streit um die Interalliierten Kriegsschulden einsetzen. Insofern dürfe man den Londoner Zahlungsplan nicht als weniger belastend hinstellen, als er gewesen sei.
Der Zahlungsplan traf, zusammen mit einem sechstägigen Ultimatum der Alliierten, am 6. Mai 1921 in Berlin ein. Im Fall einer deutschen Verweigerung wurde die Besetzung des Ruhrgebiets angedroht. Das amtierende Kabinett Fehrenbach verweigerte die Annahme und trat zurück. Das nachfolgende Kabinett Wirth sprach sich für die Annahme aus und brachte es mit 220 Ja- gegen 172 Nein-Stimmen durch den Reichstag.
Die Ja-Stimmen kamen von den Mehrheitssozialdemokraten (MSPD), der Deutschen Demokratischen Partei (DDP), dem Zentrum, den Unabhängigen Sozialdemokraten (USPD) und einigen Abgeordneter der Deutschen Volkspartei (DVP).
Am 31. August 1921 zahlte Deutschland die erste Milliarde Goldmark.
Im Januar 1923 konnte der Plan aufgrund der Inflation nicht mehr erfüllt werden, was die Besetzung des Ruhrgebietes zur Folge hatte.
Aufgrund eines deutschen Antrages gemäß Art. 234 Versailler Vertrag vom 24. Oktober 1923 setzte die Reparationskommission am 30. November 1923 zwei Sachverständigenausschüsse zur Überprüfung der Zahlungsfähigkeit Deutschlands ein.
Von zukünftiger Wichtigkeit erwies sich dabei nur der erste, der sogenannte Dawesbericht.
Daraufhin wurde ein gleichnamiger Plan erarbeitet, der sich der Zahlungsfähigkeit der Weimarer Republik besser anzupassen versuchte.